# ان‌ان‌سی ۳۸–۱۰۴۹
ان‌ان‌سی ۳۸-۱۰۴۹ (به انگلیسی: NNC 38-1049) با فرمول شیمیایی C۱۹H۲۵ClN۲O۲ یک ترکیب شیمیایی با شناسه پاب‌کم ۹۷۹۸۴۲۹ است. که جرم مولی آن ۳۴۸٫۸۶۶ g/mol می‌باشد. 